# Ботанічний сад Берліна

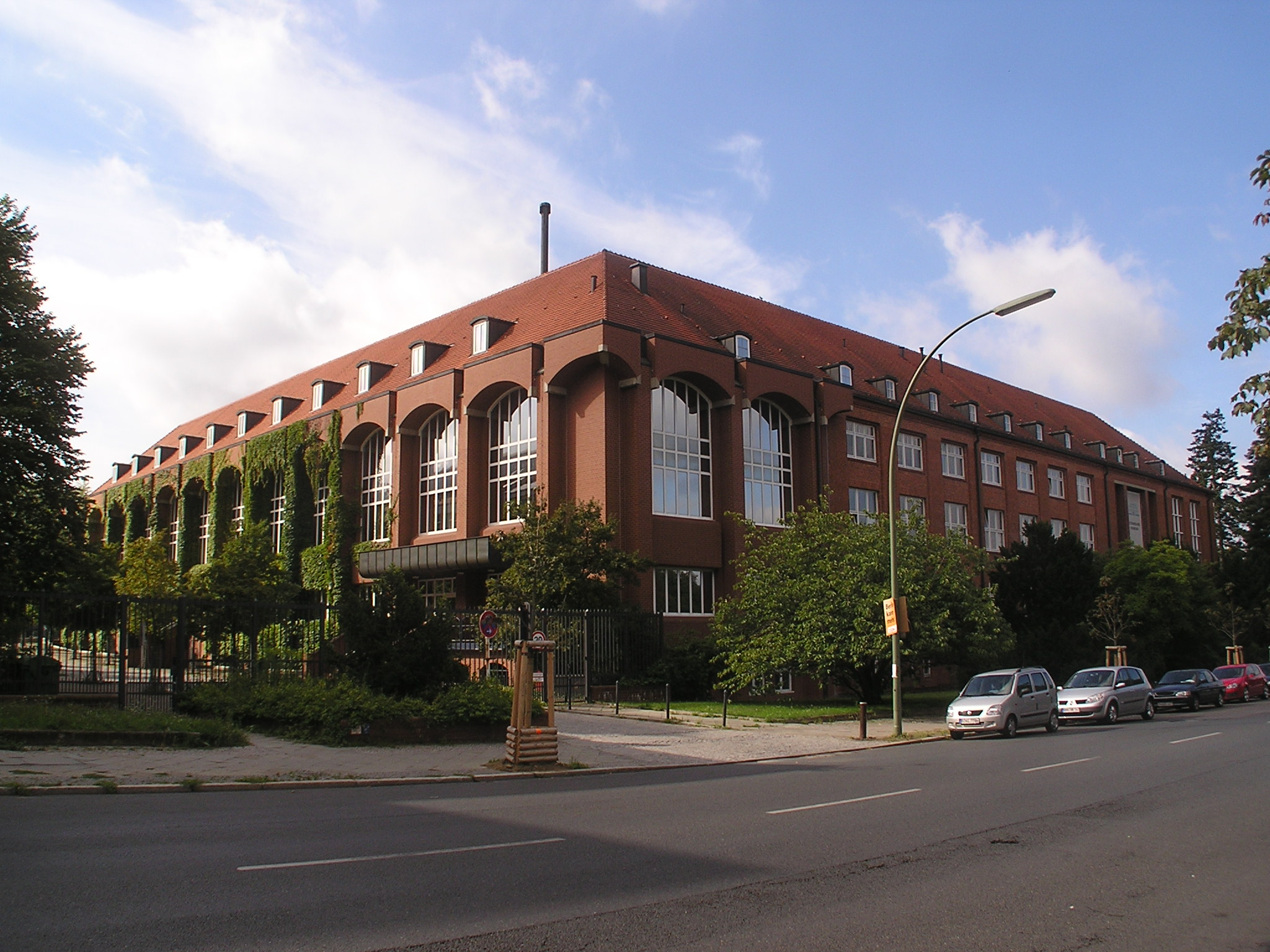
Ботанічний музей

Ботанічний сад Берліна (нім. Botanischer Garten Berlin) — ботанічний сад у місцевості Ліхтерфельде округу Штегліц-Целендорф, Берлін, Німеччина. 
Побудований в 1897 — 1910 рр. під керівництвом архітектора Адольфа Енглера, має площу понад 43 га і близько 22000 видів рослин. Належить Вільному університету Берліна. Містить Ботанічний музей. Сад і Музей відвідують щорічно півмільйона відвідувачів.
Найвідомішою частиною саду є Великий павільйон (нім. Großes Tropenhaus), серед багатьох тропічних рослин якого росте гігантський бамбук. Садовий комплекс складається з кількох будівель, включаючи оранжереї загальною площею 6000 м². 
Серед них скляний павільйон Кактус і скляний павільйон Вікторія; в останньому представлена колекція орхідей, хижих рослин і гігантської білої латаття Victoria amazonica. 
Території простонеба відсортовані за географічним походженням і охоплюють близько 13 га. 
Дендропарк займає близько 14 га.
До саду приєднані Ботанічний музей, Гербарій Бероліненсе (B) і велика наукова бібліотека. 
Гербарій Бероліненсе є найбільшим у Німеччині та містить понад 3,5 мільйона збережених зразків.

## Історія

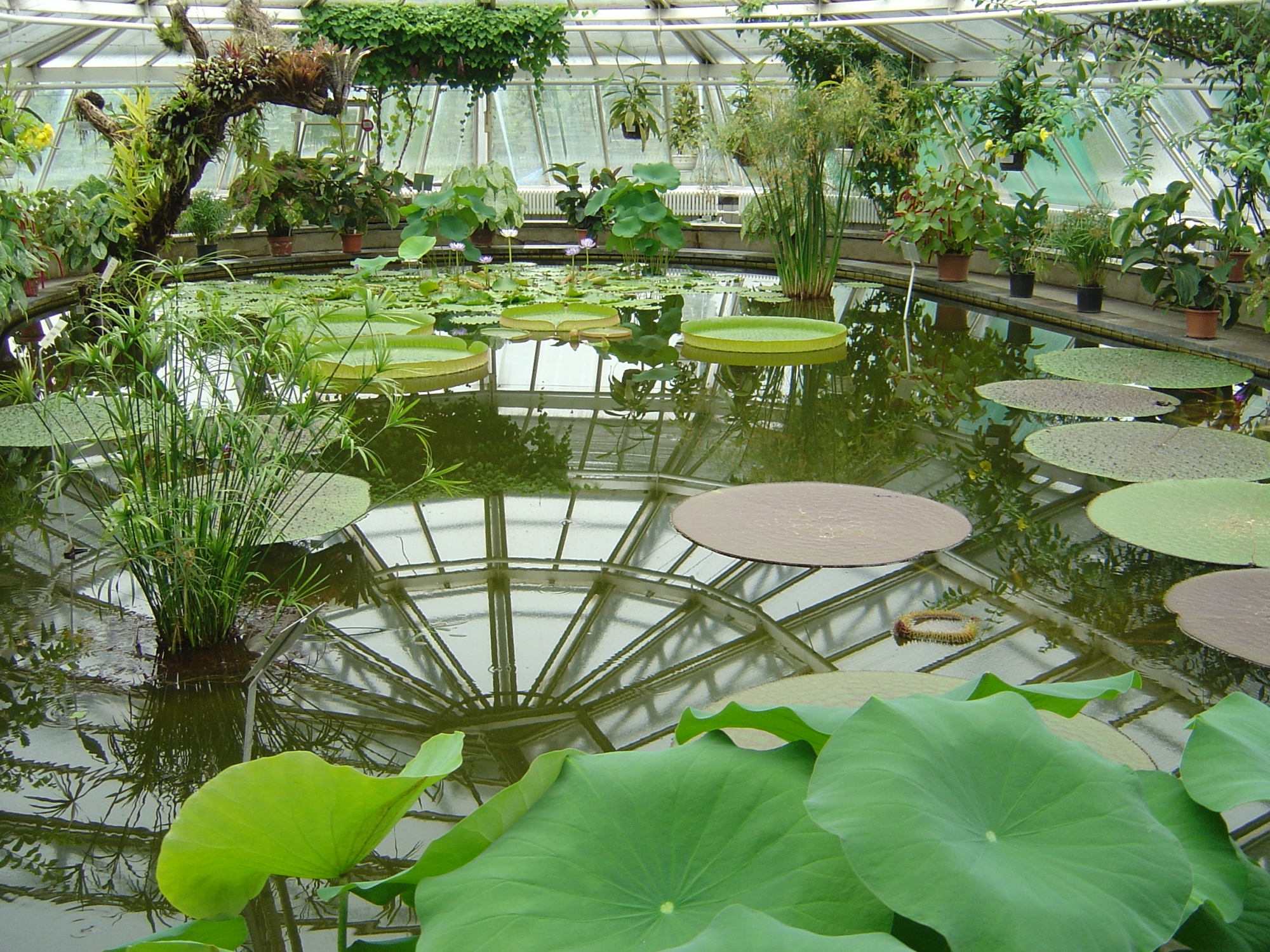
Павільйон Вікторія з гігантською білою Victoria amazonica

У 1573 році, за часів курфюрста Іоанна Георга, під керівництвом головного садівника в саду Берлінського міського палацу Дезидерія Корбіана було створено перше значне зібрання рослин для розширення національної колекції. 
Навіть якщо в той час не існувало терміну «ботанічний сад», він був, по суті, першим таким у Берліні. 
Існуючий Сад задоволення розвинувся з нього.
У 1679 році на Потсдамській вулиці, на місці сучасного парку Генриха Клейста, було закладено хмельник. Використовувався броварнею та як фруктовий сад. 
Карл Людвиг фон Вільденов подбав про те, щоб у 1809 році сад був переданий Берлінському університету імені Фредеріка Вільгельма. 
Сад перетворився на всесвітньо визнаний науковий ботанічний сад.
У 1888 р. було вирішено перенести ботанічний сад на нове місце — виникла потреба розширити насадження і закласти дендропарк. 
Без переїзду багато старих теплиць потребували б реконструкції. 
Через несприятливий вплив міста та розвиток навколишнього середовища в містах Берлін і Шенеберг, а саме забруднення повітря та забруднені опади, завдавали рослинам шкоди. 
Важливими були фінансові аспекти переїзду на околицю міста, розширення саду у центрі міста було неможливо.

## Опис
Адольф Енглер спроектував територію як ландшафтний сад. 
Найбільшу частину території займає географічна ділянка 12,9 га та дендропарк 13,9 га. 
Географічна частина розташована на захід від головної доріжки й оточує Італійський сад, який лежить прямо навпроти виставкових оранжерей. 
Мета полягала в тому, щоб представити різні континенти та середовища проживання якомога ближче до їх природного оточення. 
Для цього було адаптовано структуру та склад землі, і було переміщено 136 000 м³ землі. 
Ставок для коропів, моренний басейн, який існував на території ще до створення ботанічного саду, був розширений і розширений другим ставком. 
Це полегшує демонстрацію прибережних рослин. 
Південну та західну частину садів займає дендропарк, комплексна та систематична колекція місцевих рослин. 
Дендропарк межує зі ставками. 
Тому місцеві прибережні рослини також є частиною колекції.
У північно-західній частині саду свого часу була ділянка рослин, які методично сортувалися за спорідненістю. 
Ця ділянка була зруйнована авіаударами, артилерійським вогнем і боями на землі в 1945 році. 
Відтоді її відновили у модифікованому варіанті. 
Нині в ньому розміщено комплекс для системи трав’янистих рослин і один для лікарських рослин. 
Ділянка висаджена у формі людського тіла з рослинами, розміщеними на місцях їхніх цілющих властивостей. 
Вона є спадкоємицею аптекарського саду, який знаходився далі на схід, разом із господарським відділом, який представляв корисні рослини. 
Аптекарський сад був особливо важливий, оскільки він демонстрував усі лікарські рослини, які ростуть на відкритому повітрі.
Дві морфологічні ділянки розташовувані на схід від головної дороги в невеликих вільних просторах між будівлями. 
Тут слід окремо згадати водно-болотний комплекс на ділянці ІІ. 
З цементобетону споруджено 262 басейни зі зрошенням і дренажем. 
Для тропічної болотної флори нагрівали великий водний басейн. 
Весь комплекс все ще існує, але був залишений відкритим після спорудження саду з болотами та водними рослинами.

### Паркова скульптура
Багато років на різних ділянках, особливо в Італійському декоративному саду, було розміщено численні твори мистецтва:
- Ірма Ланггінрікс: «Розділена форма» (1975), зведена 1988, на головній дорозі біля входу Кенігін-Луїзе-плац;
- Макото Фудзівара: «Скульптура фонтану» (1987) у Водних садах;
- Ірма Ланггінрікс: «Тіло клітини» (1964) у водоймі Італійського саду;
- Костянтин Старк: «Флейтист і дівчина з гілкою олеандра» (1928) в Італійському саду, реконструйована в 1991–1992 рр.;
- Артур Левін-Функе: «Відданість» (1916) в Італійському саду;
- Меморіал Крістіану Конраду Шпренгелю (1916);
- Герман Йоахім Пейгельс: «»Сіяч (1920-ті), біля входу «Під дубами»;
- Фріц Клімш: «Молода дівчина», між Систематичною ділянкою і ділянкою лікарських рослин.

## Будівлі

### Альтанки

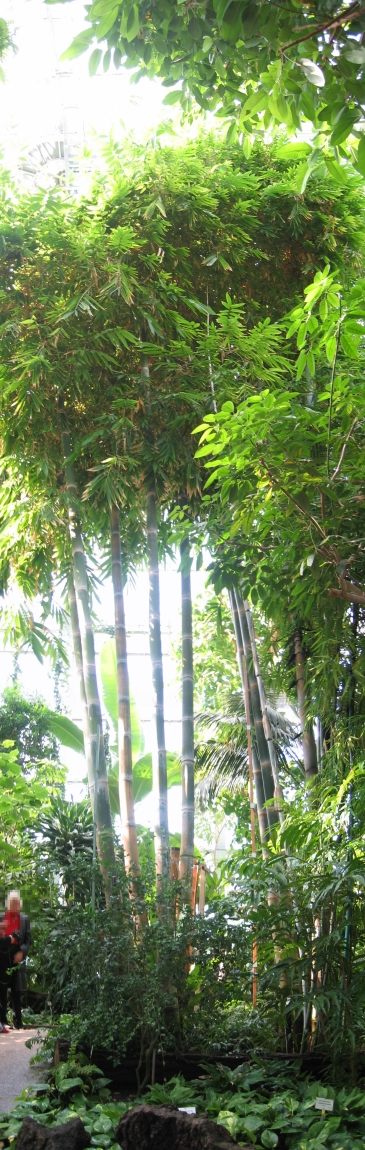
Гігантський бамбук у Великому павільйоні

Численні зовнішні інсталяції дають можливість відпочити, вивчити літературу або знайти захист від дощу. 
Альфред Кернер вклав всі свої знання, поєднуючи конструкції з різними стилями, а також у ландшафтну архітектуру. 
Павільйони спроектовані ним оздоблені декоративними елементами.
Японська альтанка розташована в центрі декоративного саду під назвою «Японська любов», в секторі, що представляє флору і фауну Східної Азії.
У центрі дендропарку розташована «Альтанка троянд». 
У цьому випадку Кернер побудував напівкруглу будівлю з базальтової лави. 
Її оточують дикі троянди, які оповіли альтанку. 
Ці троянди квітуть перед темною будівлею. 
Відкрита зала, що використовується як лекторій, розташована в систематичній частині серед розлогих лук.

### Бункер
Будівництво бункера приблизно на 10 м нижче Фіхтенберга розпочато в 1943 році. 
Два входи були з внутрішнього двору Ботанічного саду. 
Його було побудовано для Головного економічного та адміністративного офісу СС, який знаходився приблизно за 500 м звідси в будівлі за адресою Унтер-ден-Айхен 126–135. 
Бункер використовувався для зберігання картотеки та захисту персоналу під час повітряної тревоги. 
Це було незвичайне планування та конструкція з лише кількома кімнатами та кількома довгими тунелями. 
В кінці одного тунелю був тунельний щит, який залишився після закінчення будівництва бункера в 1944 році. 
Після закінчення Другої світової війни входи в бункер були підірвані. 
Деякі з коридорів на той час також обвалилися. 
Сьогодні споруда слугує зимівником для кажанів.

### Музей і гербарій
У 1819 — 1838 рр. куратором гербарію працював дослідник, ботанік і поет Адальберт фон Шаміссо. 
У 1879 році гербарій у старому ботанічному саду отримав власну будівлю і зміг представити публіці свої колекційні експонати. 
Через рік було відкрито ботанічну виставку. Це був приквел Ботанічного музею.
Після переїзду в 1907 році в Далем музей отримав значно більшу експозиційну площу на трьох поверхах. 
Вони були використані для розширення виставок з геоботаніки та палеоботаніки. 
Відбудова почалася в 1957 році після знищення будівель і багатьох експонатів. 
На той час площа музею становила лише один поверх. 
Після перенесення гербарію та бібліотеки в нове східне крило, музей можна було розширити. 
11 березня 1991 року введено другий поверх. 
У 2004–2005 рр. проведено перебудову та реконструкцію першого поверху. 
На початок 2020-х музей розглядається як додаток до саду та представляє ботанічні теми, яких немає в саду, включаючи історичні зміни, зміни протягом року, внутрішні структури рослин, збільшені мікроструктури, поширення видів, продукти рослинного походження та використання рослин.

### Цвинтар
Від під’їзду до площі Кенігін-Луїзе-Плац ліворуч від оранжерейного комплексу є невелике кладовище, де був похований Фрідріх Альтгоф, який помер в 1908 році. 
Коли Альтгоф був викладачем університету, він сприяв розвитку університетського розташування Далем і був похований у Ботанічному саду за власним бажанням. 
Гробниця Альтгофа була створена в 1911 році  Гансом Крюкебергом. 
Він схожий на класичний саркофаг, включаючи похмуру мармурову жіночу фігуру. 
Ця фігура символізує науку в жалобі.
На кладовищі також похований дослідник Африки та куратор ботанічного саду Георг Швайнфурт, який помер в 1925 році. 
Третя могила належить Адольфу Енглеру (помер в 1930 році) та його дружині Марі (померла в 1943 році). 
Енглер був першим директором ботанічного саду.